# دیوید هرمن (دوچرخه‌سوار)
دیوید هرمن (انگلیسی: David Herman؛ زادهٔ ۹ مهٔ ۱۹۸۸) دوچرخه‌سوار بی‌ام‌اکس اهل ایالات متحده آمریکا است. وی در بازی‌های المپیک تابستانی ۲۰۱۲ شرکت کرده است.